# Abdullah Gül
Abdullah Gül (n. 29 octombrie 1950, Kayseri) este un politician turc, fost președinte al Republicii Turce între 2007 și 2014.
Gül a candidat în aprilie și mai 2007 pentru postul de președinte a partidului Adalet ve Kalkınma Partisi, AKP, după ce a fost propus de șeful partidului, Erdoğan.